# 2023年國家聯盟分區賽
2023年國家聯盟分區賽是國家聯盟季後賽第二輪，4隊將採用5戰3勝制，勝出的2支球隊將會得到國聯冠軍賽的資格。目前2分區冠軍和2外卡資格球隊獲勝的球隊將參與此次賽事。本賽事在2023年10月7日至10月12日舉行，參賽的4支球隊是：
- 亞特蘭大勇士（國聯東區冠軍，104勝58敗）對上 費城費城人（國聯外卡資格，90勝72敗）
- 洛杉磯道奇（國聯西區冠軍，100勝62敗）對上亞利桑那響尾蛇（國聯外卡資格，84勝78敗）

最終響尾蛇3連勝橫掃道奇，費城人3勝1敗淘汰勇士，響尾蛇和費城人晉級國聯冠軍戰。

## 亞特蘭大勇士 對 費城費城人
| 場次 | 客隊   | 比分  | 主隊   | 日期     | 場地         | 觀眾人數 |
| ---- | ------ | ----- | ------ | -------- | ------------ | -------- |
| 1    | 費城人 | 3：0  | 勇士   | 10月7日  | Truist球場   | 43689    |
| 2    | 費城人 | 4：5  | 勇士   | 10月9日  | Truist球場   | 43898    |
| 3    | 勇士   | 2：10 | 費城人 | 10月11日 | 市民銀行球場 | 45798    |
| 4    | 勇士   | 1：3  | 費城人 | 10月12日 | 市民銀行球場 | 45831    |

### 10月7日 第一場
喬治亞州亞特蘭大Truist球場
| 費城費城人 | 0 | 0 | 0 | 1 | 0 | 1 | 0 | 1 | 0 | 3 | 6 | 0 |
| 亞特蘭大勇士 | 0 | 0 | 0 | 0 | 0 | 0 | 0 | 0 | 0 | 0 | 5 | 2 |
| 勝投： 傑夫·霍夫曼（1－0） 敗投： 史賓塞·史特萊德（0－1） 救援成功： 克雷格·金布雷爾（1） 全壘打： 費城人：布萊斯·哈波（6上，1分） 勇士：無 |   |   |   |   |   |   |   |   |   |   |   |   |

擁有全聯盟最佳戰績的勇士推出聯盟三振王史賓塞·史特萊德，但沒想到踢到鐵板，儘管他主投7局失3分繳出優質先發，但費城人靠著牛棚車輪戰讓勇士整場掛蛋。最終費城人便以3比0拔得系列賽頭籌。

### 10月9日 第二場
喬治亞州亞特蘭大Truist球場
| 費城費城人 | 1 | 0 | 2 | 0 | 1 | 0 | 0 | 0 | 0 | 4 | 9 | 2 |
| 亞特蘭大勇士 | 0 | 0 | 0 | 0 | 0 | 1 | 2 | 2 | X | 5 | 4 | 1 |
| 勝投： A. J. Minter（1－0） 敗投： 傑夫·霍夫曼（1－1） 救援成功： 萊塞爾·伊格萊西亞斯（1） 全壘打： 費城人：J·T·瑞爾穆托（3上，2分） 勇士：崔維斯·達諾德（7下，2分）、奧斯汀·萊利（8下，2分） |   |   |   |   |   |   |   |   |   |   |   |   |

勇士打現在面對費城人先發薩克·惠勒仍一籌莫展，前5局甚至被無安打。反觀費城人打線多點開花，其中J·T·瑞爾穆托在3局上的2分砲尤為關鍵。
6局下，勇士靠著奧西·艾爾比斯敲出全隊首安打破鴨蛋，也開始追起反攻的號角。
7局下，崔維斯·達諾德敲出2分砲，成功將惠勒打退場。不過奧斯汀·萊利在8局下敲出逆轉比數的2分砲，更是帶動了勇士全隊上下的氣氛。
9局上，尼克·卡斯提亞諾斯敲出接近全壘打牆的深遠飛球，不過遭到Michael Harris II的美技接殺，而在一壘上的布萊斯·哈波為了讓球隊能追平比數，決定冒險衝壘，結果導致回壘不及遭到雙殺，勇士驚險扳平戰局。

### 10月11日 第三場
賓夕法尼亞州費城市民銀行球場
| 亞特蘭大勇士 | 0 | 0 | 1 | 0 | 0 | 1 | 0 | 0 | 0 | 2  | 10 | 0 |
| 費城費城人 | 0 | 0 | 6 | 0 | 1 | 1 | 0 | 2 | X | 10 | 11 | 0 |
| 勝投： 亞倫·諾拉（1－0） 敗投： Bryce Elder（0－1） 全壘打： 勇士：無 費城人：尼克·卡斯提亞諾斯 2（3下，1分、8下，1分）、布萊斯·哈波 2（3下，3分、5下，1分）、崔亞·特納（6下，1分）、布蘭登·馬許（8下，1分） |   |   |   |   |   |   |   |   |   |    |    |   |

勇士趁著前一場贏球的氣氛，在比賽前段率先取得分數上的領先。但Bryce Elder面對生涯對決5次被敲出2轟的尼克·卡斯提亞諾斯顯然壓制不住。一顆右外野的全壘打，讓費城人追平戰局。
前一場因跑壘失誤而遭到勇士取笑的布萊斯·哈波在其後敲出3分砲，J·T·瑞爾穆托也敲出2分打點的二壘安打，讓費城人單局進帳6分。
比賽中後段，費城人又敲出4轟，其中哈波和卡斯提亞諾斯都達成單場雙響，費城人單場敲出6轟也寫下隊史在季後賽的紀錄。最終費城人10比2大勝勇士，系列賽取得2比1領先。

### 10月12日 第四場
賓夕法尼亞州費城市民銀行球場
| 亞特蘭大勇士 | 0 | 0 | 0 | 1 | 0 | 0 | 0 | 0 | 0 | 1 | 5  | 0 |
| 費城費城人 | 0 | 0 | 0 | 1 | 1 | 1 | 0 | 0 | X | 3 | 10 | 1 |
| 勝投： 藍傑·蘇亞瑞茲（1－0） 敗投： 史賓塞·史特萊德（0－2） 救援成功： Matt Strahm（1） 全壘打： 勇士：奧斯汀·萊利（4上，1分） 費城人：尼克·卡斯提亞諾斯 2（4下，1分、6下，1分）、崔亞·特納（5下，1分） |   |   |   |   |   |   |   |   |   |   |    |   |

勇士在4局上先靠著奧斯汀·萊利從藍傑·蘇亞瑞茲手中開轟先馳得點，然而4局下，尼克·卡斯提亞諾斯馬上從史賓塞·史特萊德手中回敬陽春砲，瞬間將比數扳平。
5局下，前兩打席都敲安的崔亞·特納成功敲出左外野方向陽春砲，費城人2比1超前。
6局下2出局後再次輪到卡斯提亞諾斯打擊，他逮中一顆100英哩紅中速球扛出左外野大牆，連兩戰上演單場雙響砲，更成為史上首位在季後賽達成此紀錄的球員。
勇士7局上出現反攻，2出局後費城人後援投手艾爾法拉多連續送出2次四壞保送，勇士換上崔維斯·達諾德代打，費城人也派出克雷格·金布雷爾接替，但他也投出四壞保送，滿壘輪到小羅納德·阿庫尼亞，最終他擊出中外野深遠飛球，遭到羅哈斯（Johan Rojas）起跳接殺，無功而返。
9局上勇士最後反攻，馬歇爾·歐祖納從Gregory Soto手中獲得保送，尚恩·墨菲敲安攻佔一、三壘，費城人緊急換上Matt Strahm登板。他接連讓凱文·皮拉與艾迪·羅薩里奧都擊出不營養飛球出局，接著三振代打的Vaughn Grissom，費城人驚滔駭浪中擊敗例行賽104勝的勇士，將與響尾蛇競爭世界大賽的門票。

## 亞利桑那響尾蛇 對 洛杉磯道奇
| 場次 | 客隊   | 比分  | 主隊   | 日期     | 場地       | 觀眾人數 |
| ---- | ------ | ----- | ------ | -------- | ---------- | -------- |
| 1    | 響尾蛇 | 11：2 | 道奇   | 10月7日  | 道奇體育場 | 51653    |
| 2    | 響尾蛇 | 4：2  | 道奇   | 10月9日  | 道奇體育場 | 51449    |
| 3    | 道奇   | 2：4  | 響尾蛇 | 10月11日 | 大通體育場 | 48175    |

### 10月7日 第一場
加州洛杉磯道奇體育場
| 亞利桑那響尾蛇 | 6 | 3 | 0 | 0 | 0 | 0 | 1 | 1 | 0 | 11 | 13 | 0 |
| 洛杉磯道奇 | 0 | 0 | 0 | 0 | 0 | 0 | 0 | 2 | 0 | 2  | 4  | 0 |
| 勝投： 梅瑞爾·凱利（1－0） 敗投： 克萊頓·克蕭（0－1） 全壘打： 響尾蛇：Gabriel Moreno（1上，3分）、柯賓·卡洛爾（2上，1分）、Alek Thomas（7上，1分）、湯米·范姆（8上，1分） 道奇：無 |   |   |   |   |   |   |   |   |   |    |    |   |

第一戰，道奇推派老將克萊頓·克蕭對抗對決生涯對戰道奇隊0勝11敗的梅瑞爾·凱利。不過克蕭卻在首局就遭遇大亂流，響尾蛇開路先鋒凱特爾·馬提敲安起到Gabriel Moreno轟出3分砲，前5棒通通轉化為得分。克蕭也成為大聯盟首位在季後賽沒抓到出局數就先丟5分的投手，但惡夢還沒結束，老將埃文·朗歌利亞二壘安打將保送上壘的Alek Thomas打回來，響尾蛇寫下6分大局，克蕭留下0.1局被狂敲出6安失6分的慘淡成績，而且除了保送外響尾蛇7次場內擊球都形成hard hit(擊球初速大於95英哩)的難堪成績單。
響尾蛇火力持續大放送，2局上柯賓·卡洛爾領銜再搶3分，讓凱利投起來異常輕鬆，最終也留下6.1局僅被敲出3安送出5次三振的優質先發。
響尾蛇在7局上與8局上繼續用陽春砲錦上添花，即便道奇在8局下威爾·史密斯三壘安打追回2分也無濟於事，響尾蛇最終11：2搶得頭香。

### 10月9日 第二場
加州洛杉磯道奇體育場
| 亞利桑那響尾蛇 | 3 | 0 | 0 | 0 | 0 | 1 | 0 | 0 | 0 | 4 | 8 | 1 |
| 洛杉磯道奇 | 0 | 0 | 0 | 1 | 0 | 1 | 0 | 0 | 0 | 2 | 6 | 0 |
| 勝投： 薩克·賈倫(1－0) 敗投： Bobby Miller(0－1) 救援成功： Paul Sewald(1) 全壘打： 響尾蛇：小勞德斯·古力歐(6上，1分) 道奇：J·D·馬丁尼茲(4下，1分) |   |   |   |   |   |   |   |   |   |   |   |   |

第二戰推出年輕強投Bobby Miller，響尾蛇輪回到王牌，新世代Z魔神薩克·賈倫。
殺紅眼的響尾蛇打線再度在1局上兇猛搶攻，1次保送與2支安打堆滿壘包後，靠著高飛犧牲打、盜二壘、游擊滾地球與適時安打連搶3分。2局上攻勢再起，Bobby Miller的季後賽初登板僅投1.2局就被敲4安失3分黯然退場。
道奇打線面對賈倫並非沒有機會，但首局下留下2個殘壘，直到4下才靠著J·D·馬丁尼茲陽春砲打破鴨蛋。
響尾蛇在6局上2出局靠著小勞德斯·古力歐陽春砲追加保險分，6局下道奇1出局一二壘有人逼退賈倫並形成滿壘，但只靠著安立奎·赫南德茲內野安打擠回1分。賈倫最後留下5.1局被敲5安，送出4次三振失2分的成績單。
響尾蛇第7、8、9局仍有攻勢但未能再進帳，不過牛棚強力守成，Paul Sewald順利關上大門，響尾蛇4：2再取1勝，帶著系列賽2-0絕對優勢回到鳳凰城。

### 10月11日 第三場
亞利桑那州鳳凰城大通體育場
| 洛杉磯道奇 | 0 | 0 | 0 | 0 | 0 | 0 | 2 | 0 | 0 | 2 | 7 | 1 |
| 亞利桑那響尾蛇 | 0 | 0 | 4 | 0 | 0 | 0 | 0 | 0 | X | 4 | 8 | 0 |
| 勝投： Joe Mantiply（1－0） 敗投： 蘭斯·林恩（0－1） 救援成功： Paul Sewald（1） 全壘打： 道奇：無 響尾蛇：Geraldo Perdomo（3下，1分）、凱特爾·馬提（3下，1分）、克里斯蒂安·沃克（3下，1分）、Gabriel Moreno（3下，1分） |   |   |   |   |   |   |   |   |   |   |   |   |

道奇今日由36歲老將蘭斯·林恩掛帥，本季例行賽被敲出44轟的林恩，在3局下半再度成為「全壘打製造機」，挨了Geraldo Perdomo、凱特爾·馬提、克里斯蒂安·沃克、Gabriel Moreno各1發陽春砲，道奇陷入0比4落後，士氣跌入谷底，林恩僅投2.2局被KO。響尾蛇成為大聯盟首支在季後賽單局4轟的球隊，林恩也成為大聯盟季後賽第一個被單局4轟的投手。
道奇的豪華打線本次系列賽欲振乏力，前面2場都只拿2分，最大關鍵在於例行賽扛著球隊的穆奇·貝茲與弗萊迪·弗里曼雙雙陷入大低潮。本場直到7上才靠著麥克斯·蒙西、史密斯、泰勒、赫南德茲連續4支安打串聯追回2分，無奈後繼無力，終場以2：4遭到響尾蛇直落三橫掃，繼2006年後首度在分區賽被剃光頭。